# Джексон, Роджер (гребец)
Роджер Чарльз Джексон (англ. Roger Charles Jackson; род. 14 января 1942, Торонто) — канадский гребец, выступавший за сборную Канады по академической гребле в 1960-х и 1970-х годах. Чемпион летних Олимпийских игр в Токио, победитель регат национального уровня. Также известен как преподаватель и спортивный функционер, президент Олимпийского комитета Канады (1982—1990).

## Биография
Роджер Джексон родился 14 января 1942 года в городе Торонто провинции Онтарио, Канада.
В 1959 году поступил в Университет Западного Онтарио, где почти сразу же стал членом местной команды по академической гребле. Получив в 1963 году степень бакалавра искусств, продолжил обучение в выпускной школе Торонтского университета, но вскоре загорелся идеей стать гребцом канадской олимпийской сборной и ради осуществления этой цели перевёлся в Университет Британской Колумбии, где присоединился к университетской гребной команде «Тандербёрдс».
Благодаря череде удачных выступлений удостоился права защищать честь страны на летних Олимпийских играх 1964 года в Токио. Изначально должен был выступать здесь в распашных безрульных двойках совместно со своим постоянным напарником Уэйном Претти, однако того в конечном счёте перевели в восьмёрку, а партнёром Джексона в последний момент стал Джордж Хангерфорд. До Олимпиады Джексон и Хангерфорд никогда не выступали на соревнованиях в одном экипаже, однако их дуэт оказался успешным — на предварительном этапе они показали лучшее время среди всех команд и в решающем финальном заезде так же финишировали первыми, опередив на 0,46 секунды главных фаворитов из Нидерландов Стевена Блайссе и Эрнста Венеманса. Став единственными олимпийскими чемпионами от Канады на этих Играх, были признаны лучшими спортсменами страны и соответственно получили Приз имени Лу Марша.
В 1967 году Роджер Джексон получил степень магистра в области физического воспитания и поступил в Висконсинский университет в Мадисоне.
В 1968 году прошёл отбор на Олимпийские игры в Мехико, при этом на церемонии открытия нёс знамя Канады. В программе парных одиночек сумел квалифицироваться лишь в утешительный В и расположился в итоговом протоколе соревнований на 11 строке.
В 1971 году получил степень доктора философии в области биодинамики и для прохождения постдокторантуры направился в Копенгагенский университет.
На Олимпийских играх 1972 года в Мюнхене стартовал в зачёте парных четвёрок и занял итоговое 12 место.
После завершения активной карьеры спортсмена работал в сфере спортивного и медицинского администрирования. В 1976—1978 годах занимал должность директора федерального бюро Sport Canada, позже в течение многих лет находился на руководящих постах Олимпийского комитета Канады, в том числе на посту президента. В период 1978—1988 годов являлся деканом факультета кинезиологии Университета Калгари, основатель и директор спортивного медицинского центра при университете. Во второй половине 2000-х годов занимал должность CEO федеральной программы «Завладеть подиумом» (англ. Own the Podium), разрабатывавшейся с целью повышения результатов канадских спортсменов на зимних Олимпийских играх в Ванкувере. В 2009 году Канадская телерадиовещательная корпорация поместила его в список 25 самых влиятельных людей в канадском спорте.
За выдающиеся спортивные достижения Джексон введён в Зал славы спорта Канады (1964), Канадский олимпийский зал славы (1971), Зал славы спорта Университета Британской Колумбии (1994), Зал славы спорта Альберты (2008). Награждён орденом Канады в степени офицера (1983), серебряным Олимпийским орденом (1997), орденом заслуг Альберты (2012). В июне 2015 года удостоен почётной степени Университета Западного Онтарио.